# Medalla Lobachevski
La Medalla Lobachevski (Premio Internacional Lobachevski) es una medalla otorgada por la Universidad Estatal de Kazán en honor de Nikolai Ivanovich Lobachevsky, quien fue profesor ahí. La medalla fue establecida en 1896 y se otorgó por primera vez en 1897. Se convirtió en un premio de la Academia rusa de las Ciencias en 1951, y fue regresada a la Universidad de Kazan en 1991 (se entrega cada cinco años). 

## Medallistas Lobachevski

### Universidad de Kazán
- Sophus Lie, 1897
- Wilhelm Killing, 1900
- David Hilbert, 1904
- Friedrich Schur, 1912
- Ludwig Schlesinger, 1912
- Hermann Weyl, 1927
- Élie Cartan, 1937
- Viktor V. Wagner, 1937

### Academia soviética de ciencias
- Nikolái Yefímov, 1951
- Aleksandr Danílovich Aleksándrov, 1951
- Alekséi Pogorelov, 1959
- Lev Pontriaguin, 1966
- Heinz Hopf, 1969
- Pável Aleksándrov, 1972
- Borís Delaunay, 1977
- Sergéi Nóvikov, 1981
- Herbert Busemann, 1984
- Andréi Kolmogórov, 1986
- Friedrich Hirzebruch, 1989

### Retorno a la Universidad de Kazán
- Aleksandr P. Norden, 1992
- Borís P. Komrakov, 1997
- Mikhail Gromov, 1997
- Shiing-Shen Chern, 2002
- Ahmed Taha, 2009
- Richard Schoen. 2017